# Mera Material
Mera Material er et kassettebånd af den svenske musiker og komponist Errol Norstedt som var inkluderet i kassetteboksen Legal Bootleg fra 1985. I kassetteboksen var der oplysninger om hvor og hvornår sangene blev optaget, og med hvilken type indspilningsudstyr han brugte.
Mera Material indeholder optagelser fra 1979 og 1980.
Denne kassette indeholder originalen til "Strømen Finder Vægen". I modsætning til den version, der er på För Jævle Braa! fra 1982, synger Norstedt udelukkende på dansk i den originale version.
Kassetten indeholder den originale version af "Disco-Tjo", som var på kassetten E. Hitler & Luftwaffe Nr. 3 Del 1 fra 1979.
"Rösta På Gösta" er taget fra Moderaternes valgplakater, da de havde Gösta Bohman som partileder.
"Josephine" er forløberen til "Josefine" fra E. Hilter på Dansrotundan fra 1987 og "Josephine Organ" fra Eddie's Garderob fra 1994.

## Spor
Side A
1. "Strømen Finder Vaegen, Original" - 02:58 (Indspillet 1979 i Åstorp)
2. "Singel Blues" - 01:10 (Indspillet 1979 i Åstorp)
3. "I'm In Love For The Very First Time" - 03:16 (Indspillet 1979 i Åstorp)
4. "Say You'll Be Mine" - 03:08 (Indspillet 1979 i Åstorp)
5. "Disco-Tjo, Originalversionen" - 05:14 (Indspillet 1979 i Åstorp)
6. "Anytime At All" - 02:55 (Indspillet 1979 i Åstorp)
7. "Just Like A Hobo" - 04:14 (Indspillet 1979 i Åstorp)

Side B
1. "Hariomba" - 02:11 (Indspillet 1979 i Åstorp)
2. "Just Like An Eagle" - 05:24 (Indspillet 1979 i Åstorp)
3. "Let's Fall In Love" - 03:51 (Indspillet 1979 i Åstorp)
4. "Rösta På Gösta" - 03:38 (Indspillet 1979 i Åstorp)
5. "Those Old Favourite Melodies" - 02:51 (Indspillet 1979 i Åstorp)
6. "Walking With Marian" - 01:52 (Indspillet 1980 i Åstorp)
7. "Josephine" - 03:05 (Indspillet 1980 i Åstorp)

### Sangtitler på dansk
- Strømen Finder Vaegen - Strømmen Finder Vejen (på korrekt dansk).
- Rösta På Gösta - Stem På Gösta.